# Élections fédérales australiennes de 1903
Des élections législatives fédérales se tiennent en Australie le 16 décembre 1903. Les citoyens sont invités à renouveler l'ensemble des soixante-quinze sièges de la Chambre des représentants et dix-neuf des trente-six sièges du Sénat, au suffrage universel direct. Il s'agit des deuxièmes élections fédérales à la suite de l'unification de l'Australie en un État fédéral en 1901. Il s'agit également des premières élections fédérales australiennes où toutes les femmes blanches du pays aient le droit de voter et de se porter candidates,. L'Australie est alors le seul pays au monde à reconnaître aux femmes le droit de siéger au Parlement national,, mais aucune femme n'est élue députée fédérale avant 1943.
Les élections de 1903 produisent un parlement sans majorité, scindé de manière quasi égale entre trois partis. Alfred Deakin, du Parti protectionniste, demeure Premier ministre, à la tête d'un gouvernement minoritaire soutenu un temps par les Travaillistes.

## Système politique et électoral
En 1903 l'Australie est un État pleinement autonome sur le plan de la politique intérieure, mais membre de l'Empire britannique. La Constitution adoptée en 1900 en fait une monarchie parlementaire et une démocratie fédérale. Le roi Édouard VII du Royaume-Uni est chef de l'État, représenté par un Gouverneur général, au rôle essentiellement symbolique. Le Premier ministre et son gouvernement sont issus d'une majorité parlementaire, et responsables devant le Parlement.
Les élections de 1903 sont les premières à mettre en œuvre des critères de droit de vote relativement harmonisées. Auparavant, chacun des États membres de la fédération décidait lesquels de ses habitants pouvaient voter aux élections fédérales. Ainsi, lors des élections fédérales de 1901, seules les femmes d'Australie-Méridionale et d'Australie-Occidentale pouvaient voter. Par ailleurs en Tasmanie, les hommes les plus pauvres étaient toujours exclus du droit de vote. La loi Commonwealth Franchise Act de 1902 établit le suffrage universel pour les élections fédérales : tous les sujets britanniques résidant en Australie, hommes ou femmes, peuvent voter et se porter candidats à partir de l'âge de 21 ans, à condition toutefois d'être de « race blanche ». En accord avec la politique de l'« Australie blanche », la loi de 1902 prive formellement du droit de vote les Aborigènes et les autochtones des îles du détroit de Torrès, ainsi que les personnes originaires des populations autochtones d'Afrique, d'Asie et des îles du Pacifique, à la seule exception des Maori de Nouvelle-Zélande (en raison d'un accord avec ce pays). Seule dérogation : les personnes non blanches peuvent voter si la loi de leur État le leur permet (ce qui est le cas avec d'importantes réserves en Australie-Méridionale et en Tasmanie), à condition d'avoir été inscrits sur les listes électorales de leur État avant 1902. Cela étant le cas, le nombre d'Aborigènes pouvant voter en 1903 est quasi nul.
L'élection pour les deux chambres s'effectue au suffrage direct. La Chambre des représentants à cette date est élue au scrutin uninominal majoritaire à un tour (comme au Royaume-Uni), tandis que le scrutin majoritaire plurinominal est employé pour les sénatoriales. En raison de l'inscription des femmes, le nombre d'inscrits sur les listes électorales passe de 990 000 en 1901 à 1 890 000 en 1903. Voter n'est pas encore obligatoire.

## Partis et candidats

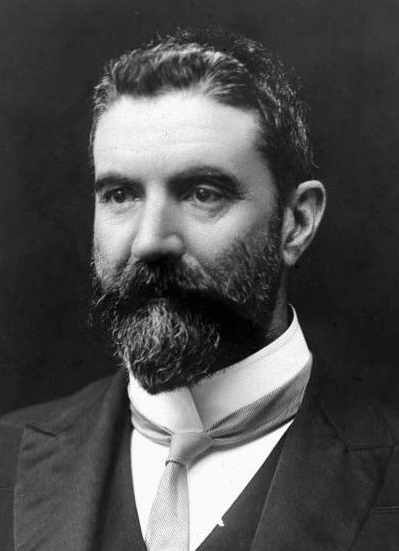
Alfred Deakin, circa 1902.

Trois partis politiques en 1903 ont une réelle importance sur le plan national. Au pouvoir à la tête d'un gouvernement minoritaire, le Parti protectionniste est dirigé depuis peu par Alfred Deakin, et s'oppose au Parti pour le libre-échange, dirigé par George Reid. La question des droits de douane et de la politique de commerce extérieur est leur principal point de désaccord, comme leurs noms l'indiquent. Entre les deux, le Parti travailliste de Chris Watson, socialiste, issu du mouvement syndical et ouvrier, soutient les Protectionnistes au Parlement, leur permettant de gouverner.
Seules quatre femmes se portent candidates pour ces législatives, dont Vida Goldstein, l'une des principales figures du mouvement féministe de l'État du Victoria. Dans dix-sept circonscriptions pour la Chambre des représentants il n'y a qu'un seul candidat, qui remporte donc le siège d'office sans élection.

## Résultats
Les Travaillistes effectuent une percée, obtiennent la majorité relative au Sénat, et confirment leur statut de parti majeur. Ils renouvellent leur confiance dans le gouvernement protectionniste d'Alfred Deakin.

### Chambre des représentants
Le taux de participation est de 50,27 % dans les cinquante-huit circonscriptions où l'élection a bien lieu. Parmi les dix-sept circonscriptions où il n'y a qu'un seul candidat (et donc pas de vote), onze reviennent aux Protectionnistes, quatre aux Libre-échangistes, et deux aux Travaillistes.
|  | Parti                            | Voix    | %     | +/-    | Sièges | +/- |
|  | Parti protectionniste            | 214 091 | 29,70 | -7,05  | 26     | -5  |
|  | Parti pour le libre-échange      | 247 774 | 34,37 | +4,33  | 25     | -3  |
|  | Parti travailliste               | 223 163 | 30,95 | +15,20 | 23     | +9  |
|  | Parti pour l'impôt sur le revenu | 3 546   | 0,49  | n/a    | 1      | n/a |
|  | sans étiquette                   | 32 364  | 4,49  | +2,83  | 0      | -2  |
|  | Total                            | 720 938 |       |        | 75     |     |

### Sénat
Le taux de participation est de 46,86 %. Le nombre de voix est supérieur au nombre de votants car il s'agit d'un scrutin plurinominal. La colonne « Sièges obtenus » indique les sièges remportés par chaque parti parmi les dix-neuf sièges à pourvoir pour ce scrutin. La colonne « Total sièges » indique le nombre de sièges dont chaque parti dispose dès lors au Sénat.
|  | Parti                            | Voix      | %     | +/-    | Sièges obtenus | Total sièges | +/- |
|  | Parti travailliste               | 854 628   | 29,76 | +16,25 | 10             | 14           | +6  |
|  | Parti pour le libre-échange      | 986 030   | 34,33 | -5,11  | 4              | 12           | -5  |
|  | Parti protectionniste            | 503 586   | 17,53 | -27,33 | 3              | 8            | -3  |
|  | Parti libéral                    | 136 727   | 4,76  | n/a    | 0              | 0            | n/a |
|  | Parti pour l'impôt sur le revenu | 25 310    | 0,88  | n/a    | 1              | 1            | n/a |
|  | sans étiquette                   | 365 851   | 12,74 | +10,54 | 1              | 1            | +1  |
|  | Total                            | 2 872 132 |       |        | 19             | 36           |     |

### Suites
À la suite de ces élections, Alfred Deakin conserve initialement la direction d'un gouvernement protectionniste minoritaire, avec l'appui de ses alliés travaillistes. Le 27 avril 1904, les Travaillistes retirent leur confiance en Deakin. N'ayant plus le soutien d'une majorité au Parlement, celui-ci démissionne. Chris Watson forme alors le premier gouvernement travailliste de l'histoire du pays. C'est par ailleurs la première fois au monde qu'un parti ouvrier et syndical dirige un gouvernement. Il gouverne avec l'appui de certains députés protectionnistes, mais n'a pas non plus de majorité solide, et doit démissionner après moins de quatre mois. Le Libre-échangiste George Reid forme un gouvernement qui inclut des députés protectionnistes opposés aux Travaillistes. Ainsi, les dirigeants des trois principaux partis se succèdent à la tête du pays durant la législature 1903-1906. Reid gouverne durant onze mois, puis Deakin parvient à reconstituer une majorité et reprend le pouvoir le 5 juillet 1905,,.